# Медичи, Элеонора (1591—1617)
Элеоно́ра Ме́дичи (итал. Eleonora de Medici), или Элеоно́ра, дочь Фердина́ндо Ме́дичи (итал. Eleonora di Ferdinando de Medici; 10 ноября 1591, Флоренция, Великое герцогство Тосканское — 22 ноября 1617, там же) — принцесса из дома Медичи, дочь Фердинандо I, великого герцога Тосканского; невеста испанского и португальского короля Филиппа III.

## Биография
Принцесса Элеонора родилась во Флоренции 10 ноября 1591 года. Она была вторым ребёнком и старшей дочерью Фердинандо I, великого герцога Тосканы и Кристины Лотарингской, принцессы из Лотарингского дома. По линии отца приходилась внучкой Козимо I, великому герцогу Тосканы, и Элеоноре Альварес де Толедо, аристократке из дома Альварес де Толедо, состоявшей в родстве с королями Испании. По линии матери была внучкой Карла III, герцога Лотарингии, и Клавдии Французской, принцессы из дома Валуа. Прабабкой Элеоноры по материнской линии была французская королева Екатерина Медичи.
Хотя у Элеоноры не было врождённых деформаций тела, как у её младшей сестры Марии Магдалины, она имела слабое здоровье. По этой причине родители не планировали для неё династических браков, в отличие от младших сестёр — принцесс Екатерины и Клавдии. Первая в замужестве стала герцогиней Мантуи и Монферрато. Вторая в первом браке была герцогиней Урбино, овдовев, снова вышла замуж, и вторым браком была эрцгерцогиней Австрийской и графиней Тироля. В 1617 году предполагалось замужество Элеоноры с овдовевшим в первом браке Филиппом III, королём Испании и Португалии, но по неизвестным причинам оно не состоялось. Принцесса умерла во Флоренции 22 ноября 1617 года от оспы. В некоторых источниках говорится, что она «умерла от горя» после отказа жениха на ней жениться.
Её похоронили в капелле Медичи, в базилике святого Лаврентия во Флоренции. Во время эксгумации останков Элеоноры в 2004 году эксперты обнаружили скелет молодой женщины, одетый в платье из тонкой шерсти ламы, прошитой золотой нитью, со вставками из шёлковой ткани тёмно-лилового цвета, с большими открытыми рукавами, многочисленными подвесками из искусственных цветов на юбке и огромным жабо вокруг шеи.

## В культуре
Сохранились прижизненные изображения Элеоноры: детские портреты 1597 — 1598 годов кисти Тиберио Тити и Кристофано Аллори и несколько взрослых портретов кисти неизвестных авторов. Портрет принцессы флорентийской школы живописи в собрании на вилле Черрето-Гвиди искусствовед Лиза Голденберг-Стоппато идентифицирует как изображение Марии Анны Австрийской кисти Сустерманса.
Изображения Элеоноры сохранились и на флорентийских медальонах. На одном из них, работы Антонио Сельви, на аверсе изображён её бюст с драгоценной подвеской на правом плече и надписью на латыни «Элеонора, дочь великого герцога Фердинанда I», а на реверсе — корабль в бурном море с надписью также на латыни «Верный путь».